# Narva (flod)
Narva (estisk Narva jõgi; russisk Нарва) er en grænseflod mellem Estland og Rusland. Floden løber fra søen Peipus mod nord til den udmunder nær byen Narva-Jõesuu i Narvabugten, der er en del af Den Finske Bugt. Ved floden ligger den estiske by Narva på vestsiden, mens den russiske by Ivangorod ligger på østsiden. Floden er 75 km lang og i gennemsnit 300 meter bred og 5 meter dyb.
58°59′14″N 27°43′49″Ø / 58.9873°N 27.7303°Ø